# Núvol de pols interplanetària
El núvol de pols interplanetària és pols còsmica (petites partícules que floten a l'espai) que ocupa l'espai entre els planetes del sistema solar i d'altres sistemes planetaris. Al sistema solar, les partícules de pols còsmica no tan sols dispersen la llum solar (anomenada llum zodiacal, confinada al pla de l'eclíptica, sinó que també produeixen una emissió la característica principal de la qual és la llum del cel nocturn en el domini de 5-50 micròmetres.
Els grans que caracteritzen l'emissió infraroja propera a l'òrbita terrestre té unes mides típiques de 10-100 micròmetres. La massa total del núvolde pols interplanetari és aproximadament la massa d'un asteroide de 15 km de radi (amb una densitat d'uns 2,5 g/cm³). Les fonts de les partícules de pols interplanetària inclouen: col·lisons d'asteroides, activitat cometària, col·lisions dins els sistema solar intern, col·lisions al cinturó de Kuiper i grans del medi interestel·lar.

## Cicle vital de les partícules de pols
Els principals processos físics que afecten per destrucció o per mecanismes d'expulsió les partícules de pols interplanetària son: l'expulsió per pressió de radiació, Efecte Poynting-Robertson interior, pressió del vent solar (amb efectes electromagnètics significatius), sublimació, col·lisió mútua, i els efectes dinàmics dels planetes.
La vida d'aquestes partícules de pols és molt curta comparada amb la vida del sistema solar. Si es trobessin grans al voltant d'una estrella més antiga de 100.000.000 anys, llavors els grans s'haurien d'haver alliberat recentment per objectes més grans, per tant la pols seria pols de “darrera generació”. La pols zodiacal del sistema solar és un 99,9% de darrera generació i un 0,1% intrusió de pols del medi interestel·lar.
Les partícules afectades principalment per pressió de radiació es coneixen com a beta meteroides. Generalment són menors d'1,4 x 10−12 g i s'allunyen en espiral del sol en direcció a l'espai interestel·lar.